# Big Red Tequila
Big Red Tequila (no Brasil, Tequila Vermelha) é o primeiro livro da série Tres Navarre, de Rick Riordan (também autor da série juvenil Percy Jackson & the Olympians). Este foi o primeiro livro publicado do autor.
Este livro venceu o Anthony Award de melhor livro original e o Shamus Award de melhor primeiro livro em 1997.

## Sinopse
O livro conta a história de Jackson “Tres” Navarre, homem que volta a San Antonio, no Texas, tentando lidar com a morte de seu pai, ocorrida 10 anos antes e descobrir a verdade sobre ela. No entanto, a cidade não mudou nada nesse tempo, e ninguém parece querer deixá-lo encontrar as respostas. Encontros com a máfia, jogos políticos, corrupção e dramas familiares tentarão desviar Tres da verdade, ou matá-lo, o que acontecer primeiro.
Mas mesmo depois de descobrir o que tanto queria, ficar em paz continua impossível: Tres é o tipo de homem que arruma problemas sem fazer qualquer esforço.